# Tarn
Tarn är ett franskt departement, uppkallat efter floden Tarn som flyter genom landskapet. Tarn ligger i regionen Occitanien. Huvudort är Albi. I den tidigare regionindelningen som gällde fram till 2015 tillhörde Tarn regionen Midi-Pyrénées. 